# Ammophilomima australis
Ammophilomima australis är en tvåvingeart som beskrevs av Martin 1973. Ammophilomima australis ingår i släktet Ammophilomima och familjen rovflugor. Inga underarter finns listade i Catalogue of Life.